# Нарендрасена
Нарендрасена (д/н — 475/480) — магараджа Праварапури в 450/455—475/480 роках.

## Життєпис
Походив з династії Вакатака. Син магараджи Праварасени II. Можливо його матір'ю була Аджнакабхаттаріка. Десь у 430-х роках став ювараджею (спадкоємцем). Одружився з донькою володаря Кунтали на ім'я Аджхітабхаттаріка. Особистість цієї принцеси невідома, але її часто ототожнюють з донькою кадамбського дхармамагараджахіраджи Какустхаварманом.
Після смерті батька 450/455 (або 445, 457) року в боротьбі за владу переміг своїх братів та інших родичів, ставши новим магараджею. Можливо цим розгардіяжем скористався сусід на сході — Бгавадатта Нала, магараджа Пушкарі, що вдерся до володінь Нарендрасени, зайнявши значну частину регіону Відарбха і колишню столицю Нандівардхану. Повернути втрачені землі вдалося лише після смерті Бгавадатти.
В наступні роки продовжив активну зовнішню політику. Написи його сина Прітхвісхени II, стверджують, що влада Нарендрасени була визнана правителями Кошали, Мекали та Малви. На думку дослідників це могло статися внаслідок послаблення Імперії Гуптів у війнах з ефталітами і алхон-гунами. Також сам Нарендрасена вів тривалі війни зі Скандаварманом Нала, магараджею Пушкарі.